# STS-48
STS-48 foi uma missão do ônibus espacial Discovery, lançada em 12 de setembro de 1991, que, como principal objetivo,  colocou em órbita um satélite de pesquisa da alta atmosfera terrestre.

## Tripulação
| Posição                  | Astronauta        |
| ------------------------ | ----------------- |
| Comandante               | John Creighton    |
| Piloto                   | Kenneth Reightler |
| Especialista de missão 1 | James Buchli      |
| Especialista de missão 2 | Charles Gemar     |
| Especialista de missão 3 | Mark Brown        |

## Missão
O lançamento da missão ocorreu em 12 de Setembro de 1991, às 7:11:04 p.m. EDT. O lançamento foi atrasado em 14 minutos devido a um link de comunicação problemático entre o KSC e o controle da missão, em Houston. O peso no lançamento foi de 240 062 lb (108 890 kg).
A carga primária, o Satélite de Pesquisas da Atmosfera Superior (UARS), foi lançado no terceiro dia da missão. Durante sua missão planejada de 18 meses, o observatório de 14 500 libras realizou um dos estudos mais extensoas já conduzidos na troposfera da Terra, o nível superior do nosso conjunto de gases que sustentam a vida, que também inclui a camada de ozônio protetoraosphere; o UARS possuía dez dispositivos de sensores e medidas: o Cryogenic Limb Array Etalon Spectrometer (CLAES), o Improved Stratospheric and Mesospheric Sounder (ISAMS), o Microwave Limb Sounder (MLS), o Halogen Occultation Experiment (HALOE), o High Resolution Doppler Imager (HRDI), o Wind Imaging Interferometer (WlNDII), o Solar Ultraviolet Spectral Irradiance Monitor (SUSIM); Solar/Stellar Irradiance Comparison Experiment (SOLSTICE) e o Particle Environment Monitor (PEM) and Active Cavity Radiometer Irradiance Monitor (ACRIM II). A missão inicial da UARS de 18 meses foi estendida uma série de vezes, sendo finalmente retirada após 14 anos da serviço.
As cargas secundárias eram: o Ascent Particle Monitor (APM), o Middeck 0-Gravity Dynamics Experiment (MODE), o Monitor de Ativação do Ônibus espacial (SAM), o Monitor de Ativação e Efeitos do Raios Cósmicos (CREAM), o Experimento Fisiológico e Anatômico com Roedores (PARE), o Crescimento de Cristais de Proteína II-2 (PCG II-2), as Investigações sobre o Processamento de Membranas de Polímeros (IPMP) e o experimento Air Force Maui Optical Site (AMOS).
A aterrissagem ocorreu em 18 de Setembro de 1991, às 12:38:42 a.m. PDT, na pista 22 da Base Aérea de Edwards na Califórnia. A distância de rolagem foi de 9 513 pés. O tempo de rolagem foi de 50 segundos. O lançamento foi planejado no Centro Espacial John F. Kennedy, porém divergiu para Edwards devido ao mal tempo. O ônibus espacial retornou ao Centro Espacial Kennedy em 26 de Setembro de 1991. O peso na aterrissagem foi de 192 780 lb (87 444 kg).